# Drosera rubrifolia
Drosera rubrifolia este o specie de plante carnivore din genul Drosera, familia Droseraceae, ordinul Caryophyllales, descrisă de Debbert. Conform Catalogue of Life specia Drosera rubrifolia nu are subspecii cunoscute.